# 1819

## Събития
- 17 декември – На територията на испанското вицекралство Нова Гранада е образувана държавата Велика Колумбия.

## Родени
- Иван Момчилов, български просветител
- Стоян Чомаков, български общественик
- 14 февруари – Кристофър Шолс, американски изобретател
- 24 май – Виктория, кралица на Обединеното кралство
- 31 май – Уолт Уитман, американски поет
- 10 юни – Гюстав Курбе, френски живописец
- 20 юни – Жак Офенбах, френски композитор
- 30 юни – Уилям Уилър,
- 6 юли – Ернст Вилхелм фон Брюке, германски физиолог
- 19 юли – Готфрид Келер, швейцарски писател
- 1 август – Херман Мелвил, американски романист, есеист и поет
- 13 август – Джордж Гейбриъл Стоукс, ирландски учен
- 18 август – Мария Николаевна, херцогиня на Льойхтенберг
- 26 август – Алберт фон Сакс-Кобург-Гота, съпруг на кралица Виктория
- 18 септември – Леон Фуко, френски физик
- 3 октомври – Евлоги Георгиев, български предприемач
- 30 декември – Теодор Фонтане, немски писател († 1898 г.)

## Починали
- 9 януари – Екатерина Павловна, кралица на Вюртемберг
- 19 август – Джеймс Уот, шотландски инженер
- 15 ноември – Даниъл Ръдърфорд, английски химик
- 24 декември – Жан Серюрие, френски маршал

Вижте също:
- календара за тази година